# Telchinia lycoa
Telchinia lycoa is een vlinder uit de familie van de Nymphalidae. De wetenschappelijke naam van de soort is voor het eerst gepubliceerd in 1819 door Jean-Baptiste Godart.

## Verspreiding
De soort komt voor in de bossen van Guinee-Bissau, Guinee, Sierra Leone, Liberia, Ivoorkust, Ghana, Togo, Benin, Nigeria, Kameroen, Equatoriaal Guinee, Sao Tomé & Principe, Gabon, Centraal Afrikaanse Republiek, Congo Kinshasa, Zuid-Soedan, Ethiopië, Oeganda, Kenia, Rwanda, Tanzania, Angola en Zambia.

## Waardplanten
- Commelinaceae
  - Aneleima umbrosum
- Fabaceae
  - Phaseolus vulgaris
- Malvaceae
  - Theobroma cacao
- Urticaceae
  - Boehmeria virgata molliuscula
  - Fleurya
  - Laportea aestuans
  - Laportea ovalifolia
  - Pouzolzia guineensis
  - Pouzolzia parasitica
  - Urera

## Ondersoorten
- Telchinia lycoa lycoa (Godart, 1819) (Guinee-Bissau, Guinee, Sierra Leone, Liberia, Ivoorkust, Ghana, Togo, Benin, Nigeria, Kameroen, Equatoriaal Guinea (Bioko), Sao Tomé & Principe (Principe), Gabon, Centraal Afrikaanse Republiek, Congo-Kinshasa, Zuid-Soedan, Oeganda, West-Kenia, Noordwest-Tanzania, Angola, Zambia)
  - = Acraea lycoa bukoba Eltringham, 1911
  - = Acraea lycoa entebbia Eltringham, 1911
  - = Acraea lycoa media Eltringham, 1911
  - = Acraea lycoa tirika Eltringham, 1911
  - = Acraea lycoa stonehami d’Abrera, 1980
- Telchinia lycoa aequalis (Rothschild & Jordan, 1905) (Ethiopië, Noord-Kenia)
  - = Acraea lycoa aequalis Rothschild & Jordan, 1905
- Telchinia lycoa fallax (Rogenhofer, 1891) (Zuidoost-Kenia, Noord-Tanzania)
  - = Planema fallax Rogenhofer, 1891
  - = Acraea lycoa fallax Rogenhofer, 1891
  - = Acraea  kilimandjara Oberthür, 1893
- Telchinia lycoa kenia (Eltringham, 1911) (Centraal-Kenia)
  - = Acraea lycoa kenia Eltringham, 1911